# REMIX MAN
『REMIX MAN』（リミックスマン）は、日本の音楽グループであるTHE BOOMが発表した1stリミックス・アルバム。1993年12月12日発売。
オリジナル・アルバム『FACELESS MAN』収録の「いいあんべえ」、「18時」の2曲にリミックスを加えた曲を収録した5曲入りのアルバム。
2005年8月3日、1995年発売『REMIX MAN '95』とともに1枚のアルバムにまとめられ、デジタル・リマスター版の『REMIX MAN+REMIX MAN '95』として再発売された。

## 収録曲
全曲作詞・作曲：宮沢和史
1. いいあんべえ(New Jack Mix)
2. 18時(On The Brick Of Nature)
3. いいあんべえ(The Boombay Mix)
4. 18時(EBB Tide)
5. いいあんべえ(Gado Gado Mix)